# Cats Don't Dance
Cats Don't Dance és una pel·lícula d'animació musical de comèdia estatunidenca del 1997 dirigida per Mark Dindal (en el seu debut com a director). La pel·lícula presenta les veus de Scott Bakula, Jasmine Guy, Matthew Herried, Ashley Peldon, John Rhys-Davies, Kathy Najimy, Don Knotts, Hal Holbrook, Betty Lou Gerson (en el seu darrer paper al cinema), René Auberjonois, Mark Dindal i George Kennedy.
Els números musicals de la pel·lícula van ser escrits per Randy Newman i inclouen les contribucions de Gene Kelly com a coreògraf, abans de la seva mort el 1996. La pel·lícula va ser el projecte cinematogràfic final de Kelly i està dedicada a la seva memòria. És l'únic llargmetratge totalment animat produït per Turner Feature Animation, que es va fusionar durant la postproducció de Cats Don't Dance a Warner Bros. Feature Animation després la fusió de Time Warner amb Turner Broadcasting System el 1996.
Cats Don't Dance va ser llançat als Estats Units el 26 de març de 1997 per Warner Bros. Pictures sota el seu segell Warner Bros. Family Entertainment. Va ser una bomba de taquilla, que va recaptar 3,5 milions de dòlars nacionals a causa de la manca de promoció. Malgrat això, la pel·lícula va rebre crítiques generalment positives de la crítica, amb elogis per la seva animació, humor, personatges, interpretacions de veu i números musicals, i amb els anys va guanyar un estatus de culte.

## Argument
En un 1939 alternatiu, en un món on conviuen humans i animals antropomòrfics, Danny, un gat optimista de Kokomo (Indiana), viatja a Hollywood amb l'esperança de començar una carrera d'actor. Després de conèixer un jove pingüí anomenat Pudge, Danny és seleccionat per l'agent Farley Wink per aparèixer en una pel·lícula que està en producció a Mammoth Pictures anomenada Lil' Ark Angel, al costat de la secretària de Wink, una gata blanca preciosa però cínica anomenada Sawyer. En unir-se amb altres animals: l'hipopòtam Tilly, la cabra Cranston, el peix Frances i la tortuga T.W., Danny està consternada en assabentar-se del petit que és el seu paper i intenta obrir-se més temps sota el focus. Danny, sense voler-ho, enfada Darla Dimple, una popular però mimada actriu infantil i estrella de la pel·lícula; De seguida posa el seu gegantí majordom Max a Danny, intimidant-lo davant de nous intents d'ampliar la seva part.
Danny s'assabenta per la mascota de l'estudi Woolie, l'elefant, que normalment els actors humans reben papers més importants que els animals, mentre que els mateixos animals acaben obtenint papers menors i sovint ingrats fins al punt de tenir poca o cap influència en el món de l'espectacle. L'endemà, Danny recorda als altres animals les seves aspiracions passades instigant una actuació musical massiva en un carreró, cosa que crida l'atenció de la Darla. Escoltant la intenció de Danny de fer una crida al cap de Mammoth Pictures, L.B. Mammoth, Darla convida Danny a la seva mansió i li concedeix a ell i als animals l'ús total de l'escenari Li'l Ark Angel el dia d'una conferència de premsa celebrada per Mammoth, amb la condició que Danny no reveli la seva implicació en aquest acte aparentment benèfic. Danny accepta feliçment l'oferta, sense saber que la Darla està secretament preparant els animals perquè no els impedeixin robar-li el focus. Mentre els animals preparen la seva actuació a l'arca, Darla i Max creen una inundació catastròfica que arrasa Hollywood, per la qual Mammoth culpa i acomiada els animals. Quan la Darla satisfeta arriba per donar les gràcies a Danny, és amonestat per la seva ingenuïtat i Woolie li aconsella que torni a Kokomo.
Aquella nit, Sawyer s'adona als intents de Danny de mantenir vius els somnis dels animals i intenta atrapar-lo a la parada d'autobús, però el troba a faltar per poc. No obstant això, després d'un comentari del conductor de l'autobús i de veure Pudge passejar pels carrers, Danny atura l'autobús i convida en secret a Sawyer, Woolie, Tillie, Cranston, Frances i T.W. a l'estrena de Lil' Ark Angel. Després de la projecció i una batalla amb Max que l'envia volant en un globus Darla Dimple, Danny crida l'atenció del públic, només per ser burlat per Darla. Tanmateix, Sawyer porta els altres entre bastidors per ajudar a Danny i Pudge. Després que Danny els convenç de no renunciar als seus somnis, sigui el que hagin dit o fet els humans, els vuit animals fan una actuació musical que diverteix i impressiona els espectadors. Mentrestant, els intents de Darla de sabotejar l'actuació la milloren de manera espectacular, provocant una gran ovació al final. La Darla, furiosa i desordenada, revela la seva responsabilitat per la riuada, sense haver desconnectat el micròfon enganxat a la seva persona; la seva veu amplificada s'exposa al públic i Mammoth. La Darla intenta amagar els seus veritables colors, però en Pudge tira d'una palanca, la qual cosa la fa caure per una trampilla. Danny i Sawyer admeten els seus sentiments l'un per l'altre. Els animals aconsegueixen els seus somnis per papers més importants.

## Repartiment de veu
- Scott Bakula com a Danny, un gat atigrat taronja ambiciós i optimista ingenu de Kokomo, Indiana, que vol convertir-se en una famosa estrella de Hollywood.
- Jasmine Guy com a Sawyer, una bella, però desencantada gata d’Angora secretària de Farley Wink i interès amorós de Danny, després núvia.
  - Natalie Cole proporciona la seva veu cantant.
- Matthew Herried com a Peabo "Pudge" Pudgemyer, un petit pingüí i el primer amic de Danny que l'estima com un germà gran. Herried va ser seleccionat després de demanar indicacions als animadors en una cafeteria, per la qual cosa van pensar a l'instant que era perfecte per al paper.[2]
- Ashley Peldon com a Darla Dimple, la malvada estrella infantil humana de Hollywood. Ella amaga la seva ira i la seva naturalesa sinistra als seus fans i superiors a través d'una façana de dolçor i innocència, i està disposada a fer qualsevol cosa per mantenir el seu estatus d'estrella. Es coneix com "l'amor dels Estats Units, amant dels nens i dels animals!" Darla és una paròdia de Shirley Temple i Norma Desmond.
  - Lindsay Ridgeway proporciona la seva veu cantant.
- Kathy Najimy com a Tillie Hippo, una hipopòtam optimista que intenta trobar el millor en cada situació.
- John Rhys-Davies com Woolie el mamut, l'elefant asiàtic envellit que representa la mascota per a Mammoth Pictures. Originalment va venir a Hollywood per escriure i interpretar música on actua com a mentor de Danny després de fer-se amic d'ell. Woolie és una paròdia de la mascota de Metro-Goldwyn-Mayer Leo el Lleó.
- Betty Lou Gerson com a Frances Albacore, una peix sarcàstica que és parella de Cranston Goat.
- Hal Holbrook com a Cranston Goat, una cabra d'edat avançada i irritable. Ell i la Frances són tots dos apassionats de la dansa.
- Don Knotts com a T.W. Tortuga, una tortuga neuròtica, supersticiosa.
  - Rick Logan proporciona la seva veu cantant.
- George Kennedy com a L.B. Mammoth, el cap humà de Mammoth Pictures. És una paròdia de Louis B. Mayer.
- René Auberjonois com a Flanigan, el director de cinema humà de "Li'l Ark Angel".
- Mark Dindal com a Max, el valet de Darla que obeeix totes les seves ordres i no dubtarà a castigar qualsevol que de la creui, servint com a força física que li manac a Darla.
- Frank Welker com a Farley Wink, un agent humà per als animals i el cap de Sawyer.
- David Johansen com a conductor d'autobús, un home els insults del qual cap als animals que són acomiadats de Mammoth Studios inspiren a Danny amb el seu darrer pla per donar als animals el seu estrellat tant esperat.
- Dee Bradley Baker com a Kong, un goril·la que apareix mentre Danny i Sawyer van al plató de Li'l Ark Angel als Mammoth Studios.
- Tony Pope com a Alligator
- Peter Renaday com a narrador
- Amick Byram/Bobbi Page/Susan Boyd/Carmen Twillie/Sally Stevens/Bob Joyce/Oren Waters/Andrea Robinson/Terry Wood com a cor Nothing Is Gonna Stop Us Now

## Producció

### Desenvolupament
La pel·lícula es va llançar el 1993 com a vehicle per a Michael Jackson, que produiria, protagonitzaria i seria consultor de música i coreografia. Hauria estat una pel·lícula híbrida d'acció en viu/CGI, però el 1994, Jackson havia deixat de participar en la pel·lícula. En les seves etapes anteriors, la pel·lícula tracta de gats vagabunds menys antropomorfs que viuen entre els platós i els backlots dels estudis. En un moment donat, David Shire i Richard Maltby Jr. van compondre cançons per a la pel·lícula abans que Randy Newman fos contractat.
Turner Animation estava dirigit per David Kirschner, i s'havia originat com la divisió de funcions de Hanna-Barbera, on Kirschner era director general. El departament d'escriptura de Turner Animation va afegir personatges de gats. basat en històries sobre el rodatge de produccions de Warner Bros. Studios com Casablanca (1942), A l'est de l'edèn (1955) i The Music Man (1962); Els stagehands alimentarien els gats ferals, que dominarien la part posterior durant dècades. Els productors David Kirschner i Paul Gertz va decidir llavors tenir números de ball en la línia de les pel·lícules musicals clàssiques com Singin' in the Rain (1952). Kershner va pensar que l'estil atrauria un públic ampli. El teló de fons de Hollywood dels anys 30 també va inspirar la premissa que els animals antropomòrfics eren al·legories d'aquells que no semblaven ni sonaven al corrent principal que lluitaven per captar l'atenció a Hollywood a finals dels anys 30.
Kirschner es va posar en contacte amb Mark Dindal per ser director del projecte un any després que els dos es coneguessin i mentre Dindal treballava a The Rocketeer (1991). Al mateix temps, Brian McEntee es va unir com a director d'art, Randy Newman com a compositor i Gene Kelly com a consultor de dansa. Dindal, Kirschner i McEntee es van adonar de la millora de la tecnologia d'animació i estaven emocionats de veure com s'incorporaria a l'animació tradicional a Cats Don't Dance; El mateix McEntee va treballar a l'escena de ball animada per ordinador a La Bella i la Bèstia (1991). L'equip va veure pel·lícules musicals antigues com a referència abans de preguntar a Kelly, que es va unir a l'instant a causa del seu interès per la història. A casa de Kelly es van reunir ell i Dindal, i va recordar vívidament com es coreografiaven les pel·lícules en què va participar.
Durant la producció, la direcció de Turner Feature Animation va canviar repetidament i cada cap que va entrar va intentar fer revisions dràstiques, inclosa l'actualització de la configuració a l'era del rock and roll dels anys 50. Dindal va dir: "És bastant difícil intentar mantenir el que has acabat fins ara, i de sobte passar a un període diferent o introduir un personatge diferent o tenir un final completament diferent que no sembla encaixar amb el principi que tens".
La interpretació de Max que va fer Dindal va ser inicialment una scratch track i mai va ser pensada per ser escoltada a la pel·lícula. Dindal volia que Max tingués la veu d'un actor professional, però a mesura que la pel·lícula va començar a quedar-se sense diners, va mantenir la seva pròpia veu.

### Música
Steve Goldstein va compondre gran part de la partitura. Per a la pel·lícula, Randy Newman va compondre cançons inspirades en les cançons clàssiques de l'Era daurada de Hollywood, incloses "Danny's Arrival Song", "Little Boat On The Sea", "Animal Jam". Session", "Big and Loud", "Tell Me Lies" i "Nothing's Gonna Stop Us Now", mentre que la cançó pop d'obertura i final "Our Time Has Come" va ser escrita per Martin Page i la cançó dels crèdits finals "I Do Believe" va ser escrita per Simon Climie i Will Downing. Goldstein i Newman van reunir un parell de nominacions als Premis Annie, i aquest últim va guanyar el premi pels números musicals escrits i composts per ell.
Les cançons originals interpretades a la pel·lícula foren:
| Núm. | Títol                         | Artista(s)                                                                | Durada |
| ---- | ----------------------------- | ------------------------------------------------------------------------- | ------ |
| 1.   | «Our Time Has Come»           | James Ingram & Carnie Wilson                                              | 3:49   |
| 2.   | «Danny's Arrival Song»        | Scott Bakula                                                              | 3:06   |
| 3.   | «Little Boat on the Sea»      | Lindsay Ridgeway                                                          | 1:37   |
| 4.   | «Animal Jam»                  | Bakula                                                                    | 5:09   |
| 5.   | «Big and Loud (Pt. 1)»        | Ridgeway                                                                  | 1:40   |
| 6.   | «Big and Loud (Pt. 2)»        | Ridgeway                                                                  | 1:33   |
| 7.   | «Tell Me Lies»                | Natalie Cole                                                              | 3:17   |
| 8.   | «Nothing's Gonna Stop Us Now» | Bakula, Cole, Rick Logan, Hal Holbrook, Betty Lou Gerson and Kathy Najimy | 3:14   |

## Estrena
New Line Cinema, que en aquell moment era una companyia germana de Turner Feature Animation, va expressar interès a distribuir la pel·lícula, però quan Turner Broadcasting es va fusionar amb Time Warner el 1996, la pel·lícula esdevingué propietat de Warner Bros. Pictures. Pullet Surprise, un curtmetratge recentment produït Looney Tunes amb Foghorn Leghorn, va precedir l'estrena de la pel·lícula, i "The Big Sister", un curt de Dexter's Laboratory What a Cartoon!, va seguir la pel·lícula en el seu llançament de vídeo domèstic original.

### Mitjans domèstics
Cats Don't Dance va tenir el seu primer llançament de vídeo casolà en VHS i LaserDisc el 19 d'agost de 1997, per Warner Home Video. Per promocionar el llançament, Warner Home Video es va associar amb Continental Airlines, en què el comprador va rebre un cupó en paquet per valor de 125 dòlars d'estalvi en un vol de Continental
La pel·lícula també va tenir el seu primer DVD llançament el 3 de setembre de 2002 en un format pan and scan amb funcions addicionals. El 2 de maig de 2006 es va publicar una reedició del mateix DVD, però inclòs amb Quest for Camelot (1998). A nivell internacional, el juliol de 2008, Cats Don't Dance es va publicar en DVD en pantalla panoràmica a Alemanya, Espanya i els països del Benelux. Un DVD de pantalla panoràmica es va llançar per primera vegada a Amèrica del Nord l'1 de novembre de 2016 a través de la Warner Archive Collection. La presentació de pantalla panoràmica original també està disponible digitalment per llogar o comprar a través de Google Play i també a través d'Amazon Video. La pel·lícula es va estrenar oficialment a Blu-ray a través de la Warner Archive Collection el 26 de setembre de 2023.

## Recepció

### Reacció crítica
Cats Don't Dance va rebre una puntuació d'aprovació del 71% a Rotten Tomatoes basat en 24 ressenyes, amb una puntuació mitjana de 6,5/10. El consens del lloc diu: "Cats Don't Dance, però haurien d'entretenir fàcilment al públic de totes les edats gràcies a una animació colorida, un humor agut i una banda sonora encomanadissa".
Todd McCarthy de Variety va escriure: "Engalanat amb un treball de disseny nítid i colorit, alguns personatges ben dibuixats i sis cançons àgils de Randy Newman, aquesta primera entrada de Turner Feature Animation baixa molt fàcilment, però no té cap ganxo". Roger Ebert del Chicago Sun-Times va donar a la pel·lícula tres estrelles de quatre. Va escriure la pel·lícula "no és convincent i no és un avenç, però en els seus propis termes, funciona bé. Si això agradarà als nens és discutible; la història implica un temps i un tema que no els interessa gaire. Però les cançons de Randy Newman són encomanadisses, l'aspecte és brillant, els ànims són alts i els fans de l'època daurada de Hollywood poden trobar-la atractiva". John Petrakis, ressenyant per Chicago Tribune, assenyala que Cats Don't Dance seria més atractiva per als adults que per als nens, però sempre una bona lliçó moral sobre els prejudicis. A més, va escriure que la pel·lícula té "l'aguda irreverència de la brillant Qui ha enredat en Roger Rabbit?. Hi ha un munt d'aspectes intel·ligents i versos enginyosos, per no parlar d'uns quants personatges secundaris fantàstics".
Lawrence Van Gelder de The New York Times va resumir a la seva ressenya: "Si bé els personatges animats, els colors brillants i una partitura atractiva de Randy Newman poden mantenir el contingut dels nens, Cats Don' t Dance no és una fantasia de sacarina. Les seves referències a Hollywood i la sàtira fosca constitueixen els seus veritables punts forts". Jack Mathews, ressenyant per Los Angeles Times, va descriure la pel·lícula com un "error de càlcul sorprenent". A continuació, va escriure: "Té molts animals simpàtics, algunes cançons alegres de Randy Newman i un treball d'animació sòlid, encara que no inspirat. Però barrejar paròdia i nostàlgia sobre una època a mig segle allunyada de la vida del públic bàsic sembla una indulgència estúpida". Rita Kempley de The Washington Post va escriure que la pel·lícula era "colorida, però dibuixada sense imaginació". També a The Washington Post, Jane Horwitz va considerar que els nens "no tindran referències a pel·lícules antigues o estrelles com Bette Davis i Clark Gable. Tot i així, l'acció (per molt confusa que sigui), la música i els personatges haurien d'aguantar fins i tot els nens durant un temps".

### Taquilla
Cats Don't Dance es va convertir en una víctima de la fusió entre Turner i Time Warner. Va rebre una estrena en sales tradicional el 26 de març de 1997, però sense fanfàrria i no va atraure públic. La pel·lícula va recaptar 3,5 milions de dòlars als Estats Units i al Canadà enfront del seu pressupost de producció de 32 milions de dòlars. Dindal i Kirschner van dir al Los Angeles Times que tots dos estaven frustrats amb Warner Bros. per la manca de la publicitat i la campanya de màrqueting fallida.

### Reconeixements
Malgrat la recepció majoritàriament positiva, els Stinkers van presentar la pel·lícula sota el Founders Award de 1997 (que va lamentar les desgràcies d'estudi més grans de l'any), citant-la com a "sorollosa, poc divertida i completament per sobre del públic al que anava destinada". D'altra banda, quan es tracta d'elogis positius, tot i que no va aconseguir cap nominació a l'Oscar, històricament es va convertir en la primera pel·lícula d'animació no de Disney a guanyar la millor pel·lícula d'animació als Premis Annie.
| Any  | Premi                            | Categoria                                                              | Receptor                              | Resultat  |
| ---- | -------------------------------- | ---------------------------------------------------------------------- | ------------------------------------- | --------- |
| 1997 | Premis Saturn                    | Millor llançamenten vídeo domèstic                                     | Cats Don't Dance                      | Guanyador |
| 1997 | Premis Annie                     | Millor llargmetratge d'animació                                        | Cats Don't Dance                      | Guanyador |
| 1997 | Premis Annie                     | Música en una producció de llargmetratges                              | Randy Newman (cançons)                | Guanyador |
| 1997 | Premis Annie                     | Música en una producció de llargmetratges                              | Steve Goldstein (banda sonora)        | Nominat   |
| 1997 | Premis Annie                     | Direcció en la producció d’un llargmetratgeó                           | Mark Dindal                           | Nominat   |
| 1997 | Premis Annie                     | Producció de llargmetratge                                             | David Kirschner Paul Gertz            | Nominat   |
| 1997 | Premis Annie                     | Efectes d’animació                                                     | John Allan Armstrong                  | Nominat   |
| 1997 | Premis Annie                     | Efectes d’animació                                                     | Bob Simmons                           | Nominat   |
| 1997 | Premis Annie                     | Animació de personatges en una producció de llargmetratge              | Frans Vischer (Darla Dimple and Max)  | Nominat   |
| 1997 | Premis Circuit Community         | Millor pel·lícula d’animació                                           | Cats Don't Dance                      | Nominat   |
| 1997 | Blockbuster Entertainment Awards | Pel·lícula d'animació familiar preferida                               | Cats Don't Dance                      | Nominat   |
| 1998 | Golden Reel Awards               | Millor edició de so – Pel·lícula d’animació                            | Cats Don't Dance                      | Nominat   |
| 1998 | Golden Reel Awards               | Millor edició de so – Animació musical                                 | Cats Don't Dance                      | Nominat   |
| 2013 | Golden Reel Awards               | Millor muntatge de so - Llargmetratge d'animació, nacional i estranger | Richard Partlow                       | Nominat   |
| 1998 | OFTA Film Award                  | Millor pel·lícula d’animació                                           | Bill Bloom Paul Gertz David Kirschner | Nominat   |
| 1998 | Premis Young Artist              | Millor interpretació en una veu en off - TV o pel·lícula - Actriu jove | Ashley Peldon                         | Nominat   |